# Kronborg Knights 2019
Questa voce raccoglie le informazioni riguardanti i Kronborg Knights nelle competizioni ufficiali della stagione 2019.

## 1. division 2019

### Prima fase
| Helsingør 6 aprile 2019, ore 15:00 | Kronborg Knights | 27 – 6 referto | Copenhagen Tomahawks | Knights Field |

| Helsingør 11 maggio 2019, ore 14:00 | Kronborg Knights | 0 – 31 referto | Ørestaden Spartans | Knights Field |

| Helsingør 25 maggio 2019, ore 14:00 | Kronborg Knights | 22 – 23 referto | Esbjerg Hurricanes | Knights Field |

| Helsingør 2 giugno 2019, ore 14:00 | Kronborg Knights | 58 – 6 referto | Herlev Rebels | Knights Field |

| Copenaghen 15 giugno 2019, ore 14:00 | Copenhagen Tomahawks | - – - (annullata) referto | Kronborg Knights | Valby Idrætspark |

| Kastrup 30 giugno 2019, ore 14:00 | Amager Demons | 22 – 14 referto | Kronborg Knights | Bag Amagerhallen |

### Seconda fase
| Helsingør 17 agosto 2019, ore 13:00 | Kronborg Knights | 29 – 14 referto | Copenhagen Tomahawks | Knights Field |

| Skive 31 agosto 2019, ore 14:00 | Midwest Musketeers | 14 – 20 referto | Kronborg Knights | Resen Skole |

| Helsingør 21 settembre 2019, ore 15:30 | Kronborg Knights | 53 – 0 referto | Herlev Rebels/ Holbæk Red Devils | Knights Field |

### Finale "bassa"
| Helsingør 29 settembre 2019, ore 14:00 | Kronborg Knights | 2 – 20 referto | Copenhagen Tomahawks | Knights Field |

## Statistiche di squadra
| Competizione | %Vittorie | In casa | In casa | In casa | In casa | In casa | In casa | In trasferta | In trasferta | In trasferta | In trasferta | In trasferta | In trasferta | Totale | Totale | Totale | Totale | Totale | Totale |
| Competizione | %Vittorie | G       | V       | N       | P       | Pf      | Ps      | G            | V            | N            | P            | Pf           | Ps           | G      | V      | N      | P      | Pf     | Ps     |
| ------------ | --------- | ------- | ------- | ------- | ------- | ------- | ------- | ------------ | ------------ | ------------ | ------------ | ------------ | ------------ | ------ | ------ | ------ | ------ | ------ | ------ |
| Prima fase   | .400      | 4       | 2       | 0       | 2       | 107     | 66      | 1            | 0            | 0            | 1            | 14           | 22           | 5      | 2      | 0      | 3      | 121    | 88     |
| Seconda fase | 1.000     | 2       | 2       | 0       | 0       | 82      | 14      | 1            | 1            | 0            | 0            | 20           | 14           | 3      | 3      | 0      | 0      | 102    | 28     |
| Finale       | .000      | 1       | 0       | 0       | 1       | 2       | 20      | 0            | 0            | 0            | 0            | 0            | 0            | 1      | 0      | 0      | 1      | 2      | 20     |
| Totale       | .556      | 7       | 4       | 0       | 3       | 191     | 100     | 2            | 1            | 0            | 1            | 34           | 36           | 9      | 5      | 0      | 4      | 225    | 136    |